# Wężydło

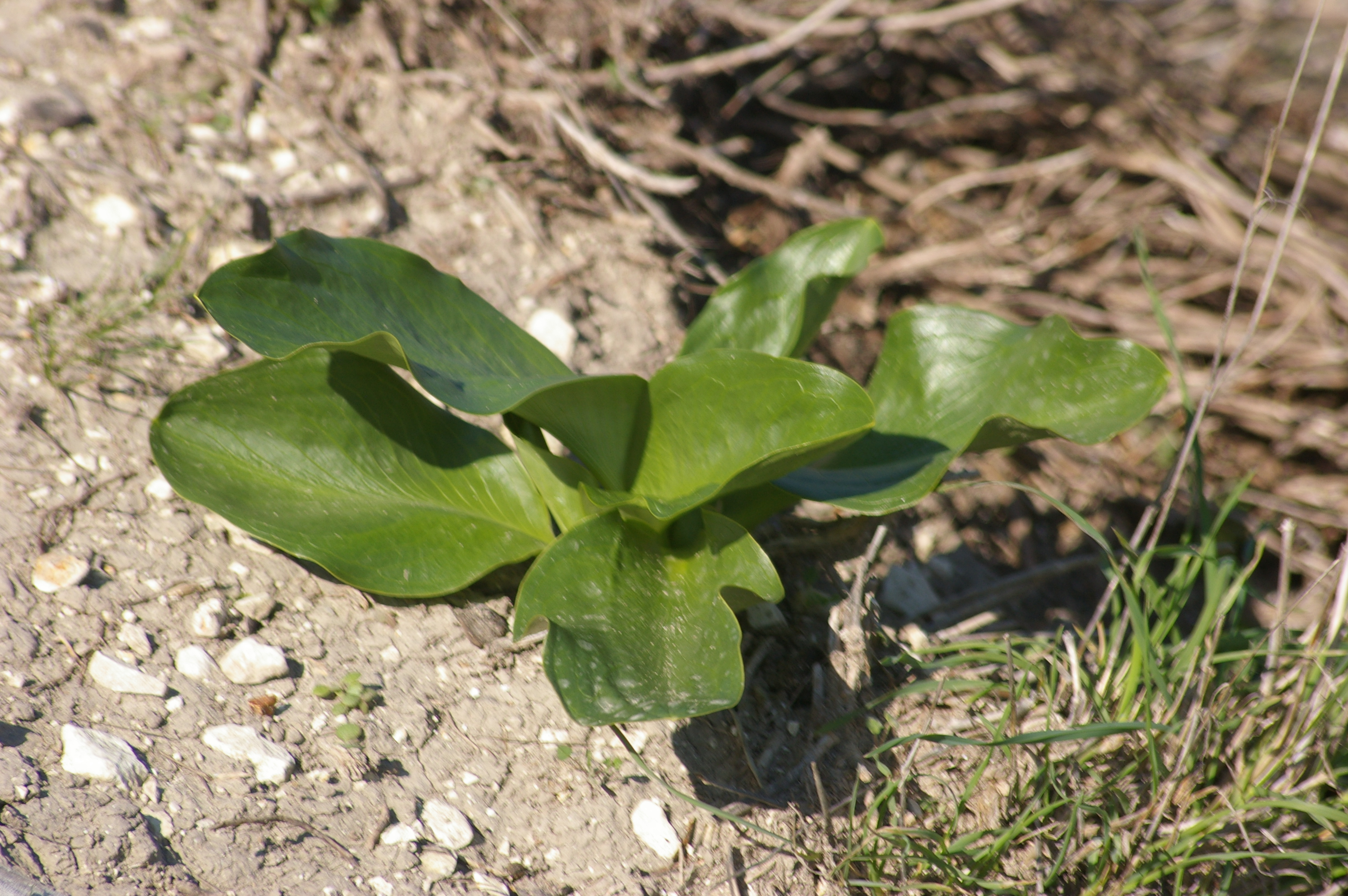
Liście Biarum pyrami

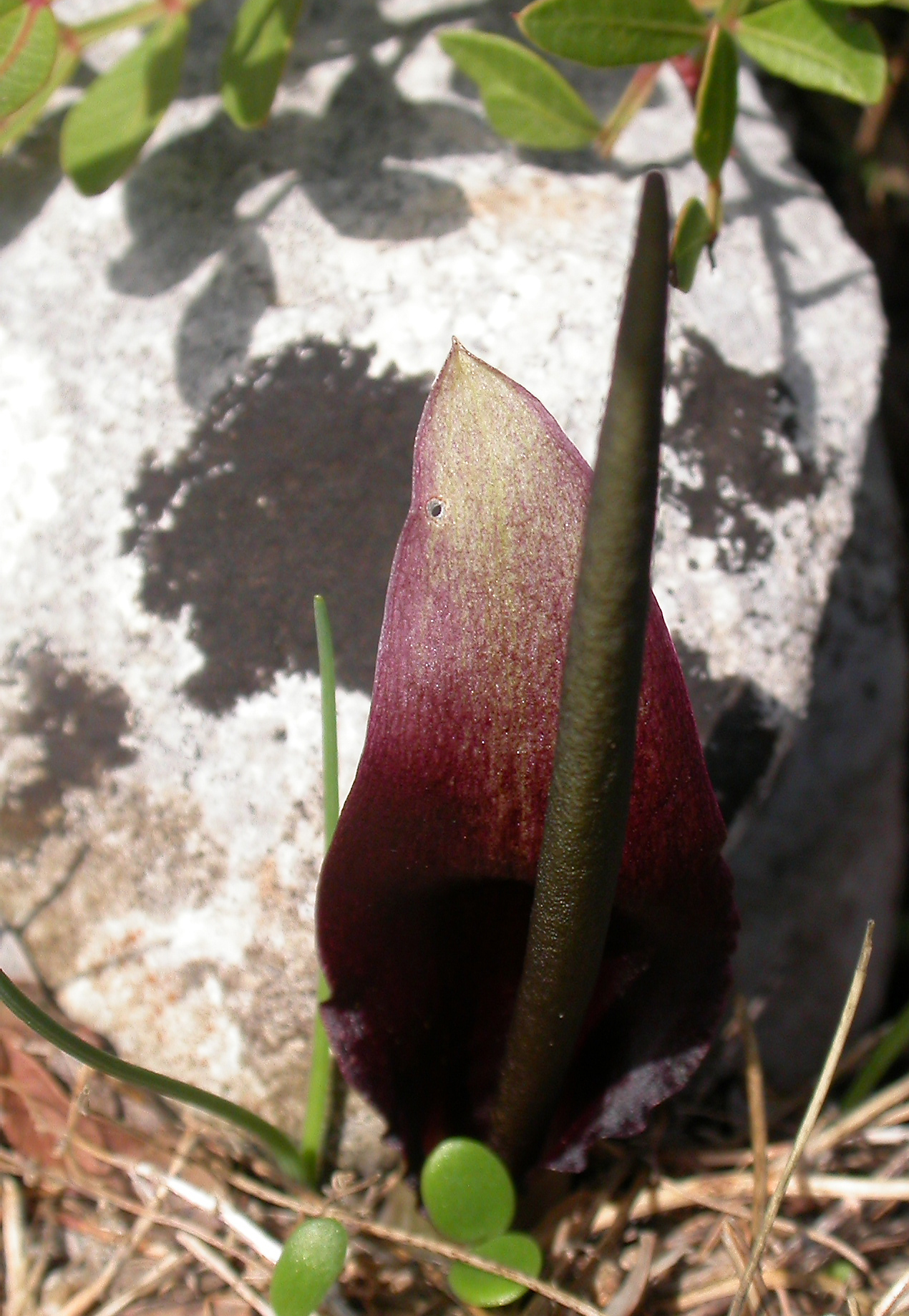
Kwiatostan Biarum tenuifolium

Wężydło (Biarum Schott) – rodzaj bylin, geofitów, należący do rodziny obrazkowatych, liczący 21 gatunków występujących w strefie śródziemnomorskiej roślinności twardolistnej od Portugalii do Iranu, zasiedlających tereny kamieniste i szczeliny skalne. Nazwa naukowa rodzaju została utworzona za pomocą łacińskiego przedrostka bi- (podwójny), dodanego do nazwy innego rodzaju roślin z rodziny obrazkowatych Arum i najprawdopodobniej odnosi się do długości wyrostka kolby kwiatostanu tych roślin.

## Morfologia
PokrójKarłowata roślina zielna.
ŁodygaPodziemna, spłaszczona, dyskowata do kulistej bulwa pędowa, u podstawy z pozostałościami bulwy z poprzedniego okresu wegetacyjnego, na wierzchołku pokryta woskowatą skrobią i nosząca pozostałości dolnych, łuskowatych liści z poprzedniego sezonu. Pąk wierzchołkowy ulokowany centralnie. Pąki boczne nieobecne lub mnogie, zwykle tworzące bulwy przybyszowe.
KorzenieProste, wyrastające z pierścienia na szczycie bulwy, otaczającego stożek wzrostu, kurczliwe lub zaopatrzeniowe. Korzenie kurczliwe wrzecionowate i zwykle grube. Korzenie zaopatrzeniowe cienkie i cylindryczne.
LiścieLiście pojawiają się zwykle po kwiatostanie, niekiedy w tym samym czasie, rzadko wcześniej. Ogonek, czasami pozostający poniżej poziomu gruntu, otoczony proksymalnie przez kilka dolnych, z wewnątrz papierowych, z zewnątrz włóknistych, łuskowatych, liści (cataphylle), które często wyrastają powyżej poziomu gruntu, otulając pęd naziemny. Ogonki cylindryczne, lekko zwężające się proksymalnie; dystalnie bruzdowane i błoniaście rozszerzające się; u niektórych gatunków łączą się ze sobą, tworząc pseudo-łodygę. Blaszka liściowa wzniesiona, rzadko odgięta, równowąska, lancetowata, podłużno-eliptyczna lub łopatkowa, zbiegająca, mniej więcej klinowata; wierzchołkowo zaokrąglona lub ścięta, u nasady ostra do rozwartej; całobrzega do faliście wciętej, rzadziej karbowana; zielona, rzadziej z zielonymi lub czarno-purpurowymi brodawkami lub srebrno-szarymi plamkami.
KwiatyRośliny jednopienne. Kwiatostan, typu kolbiastego pseudancjum, jest osadzony bezpośrednio na bulwie pędowej lub wyrasta na krótkiej do raczej długiej, podziemnej szypułce, rzadko wyrastającej powyżej poziomu gruntu. Pochwa kwiatostanu dzieli się na rurowatą część dolną i rozszerzoną część górną. Część dolna pochwy wąska do czasem bardzo rozdętej, wyrastająca ponad poziom gruntu lub częściowo zakopana, rzadziej całkowicie pod ziemią; brzegi częściowo lub w pełni zrośnięte, czasami dystalnie zwinięte; z zewnątrz dystalnie głęboko purpurowa do brudnozielonej lub zielonkawo-purpurowej, proksymalnie biała; z wewnątrz dystalnie biała, proksymalnie purpurowa lub całkowicie purpurowa lub biała z purpurowymi plamkami w okolicy kwiatów żeńskich. Część górna pochwy równowąska, lancetowata lub eliptyczna, wzniesiona, odgięta lub opadająca, płaska do spiralnie skręconej; wierzchołek spiczasty; całobrzega lub o brzegu falowanym lub kędzierzawym; z zewnątrz brudnozielona, rzadziej zielona, brudnobiała, matowożółta lub różowobrązowa, niekiedy z fioletowymi plamkami; wewnątrz głęboko purpurowo-brązowa, żółta lub blado zielonkawa, czasem fioletowa z zielonym szczytem. Kolba różnej długości, niekiedy dużo dłuższa od pochwy, podzielona na strefy, od dołu: kwiatów żeńskich, prątniczek (niekiedy nieobecna), kwiatów obu płci, kwiatów męskich, prątniczek (tylko w podrodzaju Biarum sensu Boyce). Wyrostek kolby sterylny, cylindryczny do wrzecionowatego, prosty do powyginanego, zwężający się, o ostrym lub zaokrąglonym wierzchołku, gładki, bardzo rzadko proksymalnie pokryty nitkowatymi wypustkami, głęboko purpurowy, brązowo-czerwony lub brązowy, niekiedy zielonkawy, rzadko brudnożółty. Prątniczki ułożone w kilku do kilkunastu nieregularnych spiralach, proste lub rozgałęzione, haczykowate, palikowate lub nitkowate, częściowo rozszerzone proksymalnie, błyszczące i kremowe. Płodne kwiaty żeńskie ułożone u podstawy kolby; zalążnie podłużne, półkuliste lub butelkowatych, białe do fioletowych, jednozalążkowe z ortotropowym, zalążkiem umiejscowionym bazalnie; szyjki słupków smukłe do grubych, niekiedy nieobecne; znamiona słupków główkowate, blado szarawe lub purpurowe. Płodne kwiaty męskie dwugłówkowe, nitka pręcika krótka lub nieobecna, rzadziej dziobowato wydłużona; pylniki pękają przez pory na koniuszku (podrodzaj Ischarum sensu Boyce) lub podłużną szczelinę w części brzusznej (podrodzaj Biarum sensu Boyce). Kwiaty pachną cuchnąco (o zapachu przypominającym gnijące baranie mięso) lub słodko.
OwoceOwocostan, tworzący się pod ziemią lub częściowo wychodzący ponad powierzchnię gruntu, składa się z wielu kulistych lub gruszkowatych jagód w kolorze białym, z plamkami w kolorze od lila do fioletowego. Nasiona jajowate do kulistych, duże do małych z dużym elajosomem na hilum. Łupina skórzasta, gładka do siatkowatej, blada do ciemnobrązowej. Bielmo obfite. Zarodek prosty.
GenetykaLiczba chromosomów 2n = 16, 20, 22, 24, 26, 32, 36, 74, 96, 98.

## Systematyka
Pozycja rodzaju według Angiosperm Phylogeny Website (aktualizowany system APG IV z 2016)Należy do plemienia Areae, podrodziny Aroideae, rodziny obrazkowatych, rzędu żabieńcowców w kladzie jednoliściennych.
Synonimy
- Homaid Adans.
- Homaida Raf.
- Ischarum Blume
- Cyllenium Schott
- Leptopetion Schott
- Stenurus Salisb.

Gatunki
- Biarum aleppicum J.Thiébaut
- Biarum angustatum (Hook.f.) N.E.Br.
- Biarum auraniticum Mouterde
- Biarum bovei Blume
- Biarum carduchorum (Schott) Engl. in A.L.P. de Candolle & A.C.P. de Candolle
- Biarum carratracense (Willk.) Font Quer
- Biarum crispulum (Schott) Engl.
- Biarum davisii Turrill
- Biarum dispar (Schott) Talavera
- Biarum ditschianum Bogner & P.C.Boyce
- Biarum eximium (Schott & Kotschy) Engl. in A.L.P.de Candolle & A.C.P.de Candolle
- Biarum fraasianum (Schott) Nyman
- Biarum kotschyi (Schott) B.Mathew ex Riedl
- Biarum marmarisense (P.C.Boyce) P.C.Boyce
- Biarum mendax P.C.Boyce
- Biarum olivieri Blume
- Biarum pyrami (Schott) Engl. in A.L.P.de Candolle & A.C.P.de Candolle
- Biarum rhopalospadix K.Koch
- Biarum straussii Engl
- Biarum syriacum (Spreng.) Riedl
- Biarum tenuifolium (L.) Schott in Schott & Endl. – wężydło wąskolistne

Podział rodzaju według P. Boyce'a
Rodzaj dzieli się na dwa podrodzaje:
- Biarum (pylniki pękające przez podłużną szczelinę w części brzusznej, łącznik pylników dziobowaty, wykraczający poza powierzchnię pylników, prątniczki powyżej kwiatów męskich obecne), do którego zalicza się gatunki:
  - B. rhopalospadix,
  - B. tenuifolium,
- Ischarum (pylniki pękające przez pory na koniuszku, łącznik pylników ledwo widoczny lub równy główce pręcika, prątniczki powyżej kwiatów męskich nieobecne), do którego zalicza się pozostałe gatunki.

## Uprawa
Gatunki Biarum davisii (z uwagi na słodki zapach kwiatostanu) i Biarum tenuifolium (z uwagi na relatywnie dużą jak na rodzaj wysokość, do 40 cm, oraz szybki wzrost), uprawiane są jako rośliny ozdobne, szczególnie na skalniakach.
WymaganiaPodłoże przepuszczalne, piaszczyste, kamieniste, umiarkowanie żyzne. Stanowisko słoneczne. Nawadnianie tylko w okresie wegetacyjnym, w zimę i wczesną wiosną. Bulwy powinny być wysadzane na głębokości 3–5 cm. Kwitnienie nasila się w przypadku gęstego nasadzenia bulw. Nawożenie nie jest wymagane. W celu zapewnienia kwitnienia rośliny muszą latem przejść krótki okres spoczynku w suchym i ciepłym miejscu. Po ponownym wysadzeniu bulw nie należy ich podlewać aż do rozpoczęcia okresu wegetacyjnego.
RozmnażanieZ nasion lub bulw przybyszowych.
SzkodnikiLiście i kwiatostany mogą być atakowane przez ślimaki.